# Tatara (slak)
Tatara is een geslacht van weekdieren uit de klasse van de Gastropoda (slakken).

## Soorten
- Tatara flemingi Beu & Maxwell, 1987 †
- Tatara pahiensis (P. Marshall & R. Murdoch, 1921) †
- Tatara revoluta (Finlay, 1924) †
- Tatara transenna (Suter, 1917) †